# Linnaemya setinervis
Linnaemya setinervis är en tvåvingeart som beskrevs av Louis-Paul Mesnil 1952. Linnaemya setinervis ingår i släktet Linnaemya och familjen parasitflugor. Inga underarter finns listade i Catalogue of Life.